# Rondo Antoniego Matecznego w Krakowie
Rondo Antoniego Matecznego (nazywane potocznie: Rondo Mateczne, Rondo Mateczny, Rondo Na Matecznym) – rondo w Krakowie, w dzielnicy XIII.

## Położenie
Położone jest na południowy zachód od centrum miasta, na styku ulic:
- od północnego zachodu: ulica Konopnickiej w kierunku alei Trzech Wieszczów i północnej części miasta,
- od północnego wschodu: ulica Kalwaryjska w kierunku Rynku Podgórskiego i wschodniej części miasta,
- od południowego zachodu: ulica Wadowicka w kierunku Łagiewnik i dalej – Zakopanego,
- od południowego wschodu: ulica Kamieńskiego w kierunku Prokocimia i dalej – Tarnowa.

W latach 50. XX wieku z terenu uzdrowiska Mateczny wydzielony został teren pod budowę stacji benzynowej i skrzyżowania ulic prowadzących z miasta na południe i wschód. W następnych latach połączono nowo powstałe Rondo Grunwaldzkie poprzez rozbudowaną ulicę M. Konopnickiej z tym skrzyżowaniem jako część II obwodnicy Krakowa, a skrzyżowanie powiększono do ronda. Ostatnie prace zostały wykonane w 2009 roku.
Lokalizacja ta sprawia, iż jest to rondo o największym natężeniu ruchu samochodowego w Krakowie, skupiającym ruch z Podgórza i z Ronda Grunwaldzkiego, a wcześniej z Alei Trzech Wieszczów i spod Wawelu, w kierunku południowym na Zakopiankę do autostrady A4.

## Układ
W świetle prawa o ruchu drogowym, jest to skrzyżowanie z centralną wyspą bez ruchu okrężnego. 
Przez rondo przebiega linia tramwajowa, a przy rondzie znajdują się także przystanki miejskiej komunikacji autobusowej i busów kursowych docierających do miejscowości leżących na wschód i południe od Krakowa.

## Pochodzenie nazwy ronda
Nazwa poświęcona jest pamięci Antoniego Matecznego, który pod koniec XIX wieku założył w Krakowie nowoczesny jak na ówczesne czasy zakład wodoleczniczy, zlokalizowany w pobliżu obecnego ronda.
Obecna nazwa skrzyżowania została nadana w 1992 roku, dawniej było określane potoczne jako rondo Mateczne, rondo na Matecznym czy rondo Mateczny.

## Otoczenie
- Zakład wodoleczniczy "Mateczny" z 1905 r. i nieczynna stacja benzynowa od strony zachodniej.
- Powszechny Zakład Ubezpieczeń od strony południowej.
- Zabytkowe drewniane wille (ul. Zamoyskiego 81 i 83), zaprojektowane przez Józefa Gałęzowskiego, przeniesione do Podgórza ok. 1920 r. z okolic Krakowa. Jedna z nich spłonęła w 2012 roku, druga została rozebrana w 2015 roku[3][4]. Na ich miejscu powstaje biurowiec Mateczny Office[5].

## Galeria

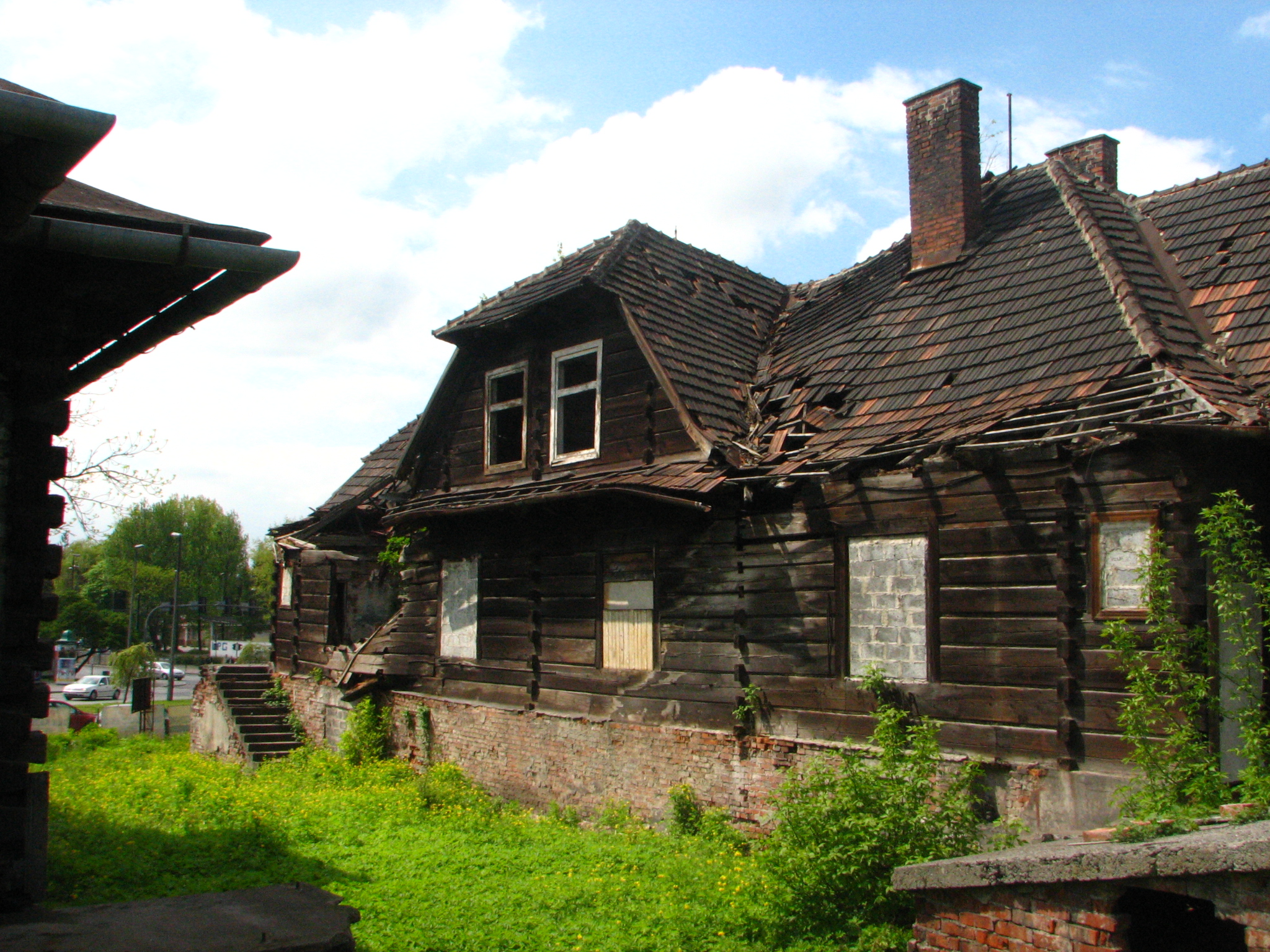
Jedna z drewnianych willi przy rondzie (ul. Zamoyskiego 81) (stan z 2011 roku)
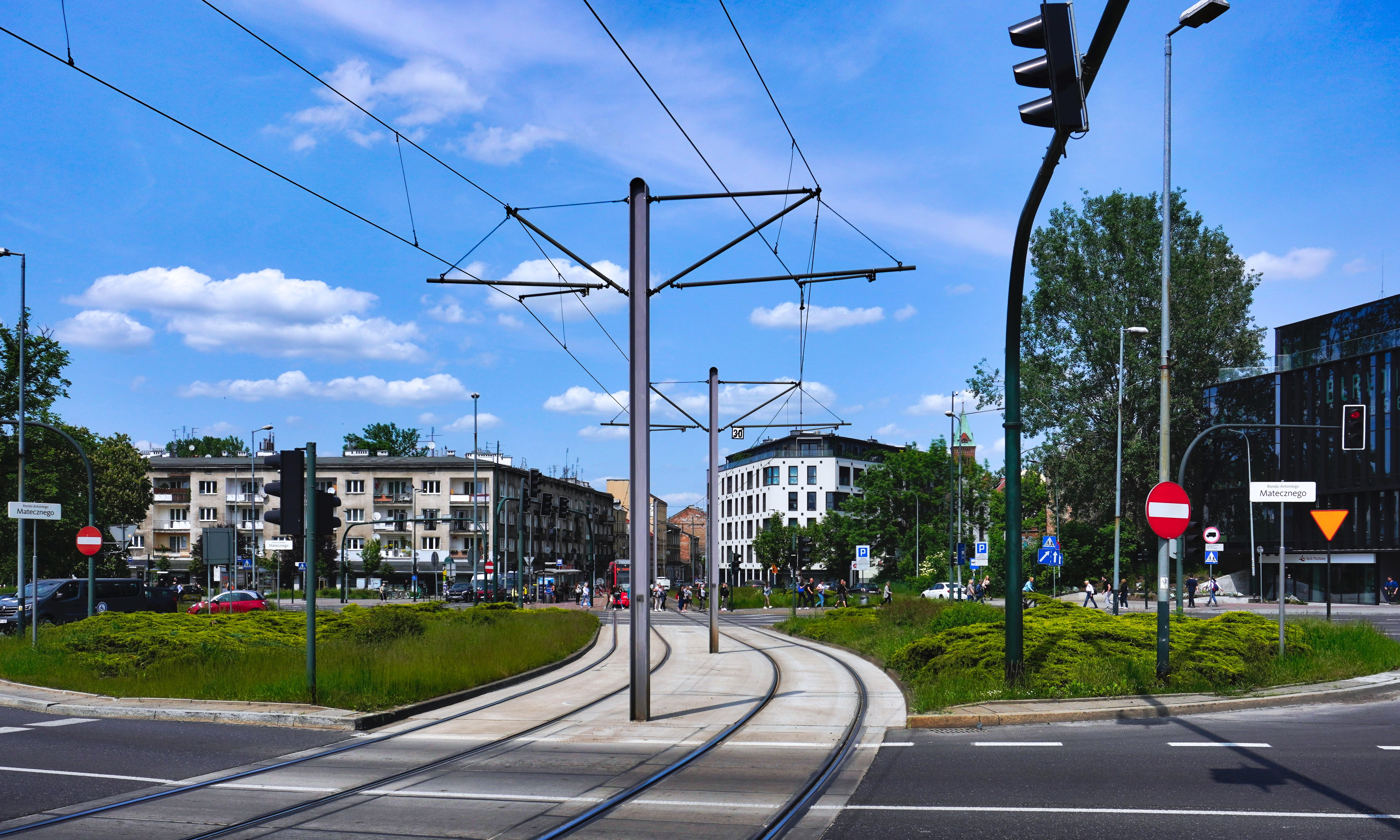
Widok ronda od południa (2023)